# Joe Petagno
Joe Petagno (Portland (Maine), 1 januari 1948) is een Amerikaanse kunstenaar die vooral bekend is om het ontwerpen van albumhoezen uit de rockmuziek. 
Hij groeide op in Portland, maar trok in 1972 naar Engeland. Hij werkte enige tijd voor het kantoor van ontwerper Hipgnosis. In 1975 ontmoette hij Lemmy Kilmister van Motörhead en ontwierp daarvoor de platenhoes van het album Motörhead en anderen daarna. Petagno varieerde voor die band met zijn War-Pig (Oorlogsvarken) of The Bastard, die in diverse gedaanten terugkwam. Hij haalde inspiraties voor de afbeeldingen door een studie van schedels van beren, gorilla’s en honden.
Er volgden opdrachten voor hoezen van Led Zeppelin, Nazareth, Black Oak Arkansas, The Sweet, Hawkwind, Motörhead, Roy Harper, Marduk, Bal-Sagoth, Autopsy, Attick Demons, Illdisposed en Sodom, maar toch meest voor de heavy metal en hardrock. 
Afwijkend daarin was zijn samenwerking met Graeme Edge (Moody Blues) en Adrian Gurvitz bij hun albums Kick Off Your Muddy Boots en Paradise Ballroom. Voor dat eerste album ontwierp hij een man te paard in de woestijn die over een graf rijdt; hij verwerkte het logo van Threshold Records in de afbeelding. Voor het tweede album kwam hij met een dansende vrouw in blauwtinten. Edge maakte geen groepsalbums meer en Petagno trok verder op met Gurvitz toen hij toetrad tot The Baker Gurvitz Army, waarbij hij voor het eerste album met een afbeelding van de drie leden te paard.
Van hem is bekend dat hij ook wel boekomslagen ontwierp. Zo is The Martian Chronicles van Ray Bradbury bij Corgi SF Collector’s Library Edition in een ontwerp van Petagno gestoken.
Hij woont in Kopenhagen, Denemarken of zoals hij het noemt Copenhell.